# Ust-Tosnienskaja
Ust-Tosnienskaja (ros. Усть-Тосненская) – przystanek kolejowy w miejscowości Petersburg, w Rosji. Położony jest na linii Petersburg - Mga.
Początkowo nosił nazwę 29 km. 23 czerwca 2016 została ona zmieniona na obecną.